# Ден и половина от живота на Маргарита
„Ден и половина от живота на Маргарита“ е български игрален филм (късометражен, драма) от 1998 година, по сценарий и режисура на Ралица Бонева. Оператор е Пламен Сомов.

## Актьорски състав
- Дана Томова – Маргарита
- Ицхак Финци – Бащата
- Веселин Ранков – Пътник в тролея
- Руслан Мъйнов – Войничето в тролея
- Мариан Бачев – Пътник в тролея